# Ippolito Sanfratello
Ippolito Sanfratello (Piacenza, 11 de marzo de 1973) es un deportista italiano que compitió en patinaje de velocidad, en las modalidades sobre hielo y en línea.
Participó en los Juegos Olímpicos de Turín 2006, obteniendo una medalla de oro en la prueba de persecución por equipos (junto con Matteo Anesi, Enrico Fabris y Stefano Donagrandi). Ganó una medalla de plata en el Campeonato Mundial de Patinaje de Velocidad sobre Hielo en Distancia Individual de 2005.
Además, obtuvo dieciséis medallas en el Campeonato Mundial de Patinaje de Velocidad sobre Patines en Línea (ocho de oro, tres de plata y cinco de bronce).

## Palmarés internacional
| Juegos Olímpicos                           | Juegos Olímpicos  | Juegos Olímpicos | Juegos Olímpicos        |
| Año                                        | Lugar             | Medalla          | Prueba                  |
| ------------------------------------------ | ----------------- | ---------------- | ----------------------- |
| 2006                                       | Turín (Italia)    | Medalla de oro   | Persecución por equipos |
| Campeonato Mundial en Distancia Individual |                   |                  |                         |
| Año                                        | Lugar             | Medalla          | Prueba                  |
| 2005                                       | Inzell (Alemania) | Medalla de plata | Persecución por equipos |